# Jacques Leclercq (essayiste)
Pour les articles homonymes, voir Jacques Leclercq (théologien), Leclercq et Jacques Leclercq.
Jacques Leclercq (né en 1957) est un chercheur indépendant, spécialiste de l'extrême droite et de l’extrême gauche en France.

## Biographie
Jacques Leclercq suit depuis cinq décennies en tant que chercheur indépendant les parcours des deux bords politiques extrêmes. Pour le politologue Jean-Yves Camus, le Dictionnaire de la mouvance droitiste et nationale de 1945 à nos jours « repose sur une documentation abondante et qui peut être utile à quiconque souhaite suivre en détail cette famille politique ». Il regrette néanmoins que cet ouvrage ne réponde pas aux règles d’érudition universitaire et les multiples erreurs sur les noms, voire sur les biographies des individus. Selon lui, c'est un instrument de travail utile, « à condition de le lire avec précautions et recul ». L'ouvrage recense toutes les formations et publications d'extrême droite existant ou ayant existé, même de façon éphémère.
Jacques Leclercq considère que Mai 68 a constitué une chambre d'écho pour les radicalités politiques de gauche. « C'est le début d'une évolution significative de ces groupes (...) avec un renforcement des idées, de l'audience, mais aussi des organisations », analyse-t-il dans un entretien à l'AFP.
En 2012, il publie De la droite décomplexée à la droite subversive, un livre qui vise à décrypter les grandes tendances qui composent « la droite de la droite ».
Interrogé en 2015 par Les Inrockuptibles, il estime qu'« il y a un risque potentiel de dérive terroriste au sein de l'extrême droite ». En 2019, cet auteur de plusieurs ouvrages sur l'ultradroite et l'ultragauche estime que « les ultras visent la révolution, nationale ou libertaire » dans un entretien à L'Express. Dans une interview à l'AFP en 2016 après les mobilisations contre le projet de loi El Khomri, il déclare que les groupes antifascistes de l'ultragauche sont « plus politisés » et « plus composites » qu'autrefois,.
En avril 2020, il publie son premier roman d'anticipation historique, 2041 : un roman d'anticipation historique. L'histoire se passe en 2041 et raconte une situation inédite en France qui aboutit à la constitution de trois centres de pouvoir politique à la suite de plusieurs coups d'État.

## Publications
- Dictionnaire de la mouvance droitiste et nationale de 1945 à nos jours, L'Harmattan, 2008
- Droites conservatrices, nationales et ultras : dictionnaire 2005-2010, L'Harmattan, 2010
- De la droite décomplexée à la droite subversive : dictionnaire 2010-2012, L'Harmattan, 2012
- Ultras-Gauches: Autonomes, émeutiers et insurrectionnels, 1968-2013, L'Harmattan, 2013.
- (Nos) néo-nazis et ultras-droite, L'Harmattan, 2015.
- Extrême gauche et anarchisme en Mai 68, L'Harmattan, 2017
- Radicalités politiques et violentes en France et dans le monde, L'Harmattan, 2019.
- 2041 : un roman d'anticipation historique, L'Harmattan, 2020.